# Liste des sénateurs de l'Aveyron

Localisation de l'Aveyron sur la carte de France.

L'Aveyron, a toujours eu deux sièges de sénateur au Palais du Luxembourg. Aujourd'hui, Alain Marc et Jean-Claude Anglars occupent ces fauteuils aveyronnais au Sénat.

## Sénateurs de l'Aveyronsous laIIIeRépublique
- Casimir Mayran de 1876 à 1892
- Adolphe Boisse de 1876 à 1885
- Jean Delsol de 1876 à 1894
- Pierre Lacombe de 1885 à 1894
- Émile Monsservin de 1892 à 1911
- Joseph Fabre de 1894 à 1903
- Antoine Ouvrier de 1894 à 1912
- Gabriel Vidal de Saint-Urbain de 1903 à 1921
- Paul Cannac de 1912 à 1921
- Joseph Monsservin de 1912 à 1944
- Joseph Massabuau de 1921 à 1930
- Amédée Vidal de 1921 à 1930
- Eugène Raynaldy de 1930 à 1938
- Joseph Coucoureux de 1930 à 1945
- Jean Maroger de 1939 à 1945

## Sénateurs de l'Aveyron sous laIVeRépublique
- René Jayr de 1946 à 1948
- Raymond Bonnefous de 1946 à 1959
- Jean Maroger de 1948 à 1956
- Robert Laurens de 1956 à 1959

## Sénateurs de l'Aveyron sous laVeRépublique
- Raymond Bonnefous de 1959 à 1971
- Robert Laurens de 1959 à 1971
- Roland Boscary-Monsservin de 1971 à 1980
- Albert Sirgue de 1971 à novembre 1980
- Louis Lazuech de novembre 1980 à 1989
- Raymond Cayrel de mai 1993 à novembre 1995
- Jean Puech de 1980 au 1er octobre 2008
- Bernard Seillier de 1989 au 1er octobre 2008
- Anne-Marie Escoffier de 2008 à 2012 et de mai à septembre 2014 (Ministre au Gouvernement Ayrault II du 22 juin 2012 au 2 mai 2014, remplacée par Stéphane Mazars)
- Alain Fauconnier de 2008 à 2014
- Stéphane Mazars de 2012 à 2014
- Jean-Claude Luche de 2014 à 2020
- Alain Marc depuis le 1er octobre 2014
- Jean-Claude Anglars depuis le 1er octobre 2020